# LORAN
LORAN (LOngRAngeNavigation) er et radionavigationssystem, der bruger lavfrekvente radiosignaler fra tre eller flere stationer at finde skibe eller flys positioner.
Princippet systemet er baseret på, at man måler tidsforskellen på pulsene fra hhv. Master-senderen og én af Slave-senderne i samme Loran-kæde (en Loran-kæde har 3 stationer: En master og 2 slaver). Denne måling placerer brugeren (positionen) på en hyperbolsk linje på jordoverfladen. Gør man den samme måling vha. Masteren og den anden slave, får man en ny linje. Dér hvor disse linjer krydser, er brugerens position.
Den seneste version af LORAN som stadig anvendes kaldes LORAN-C. Den opererer på lavfrekvensbåndet på eksakt 100 kHz. Bølgelængden er derfor 3 km. LORAN-signalet er lodret polariseret, og som antenne kan en "naturlig" kvartbølge-"pisk" derfor ikke realiseres, da den skulle være omtrent 3/4 kilometer høj, og isoleret fra Jorden. I stedet tuner man en mast på typisk 200 meters højde til de 100 kHz, ved hjælp af reaktive komponenter (spoler og kondensatorer). Da masten således er for kort, anvender man en spole. Effekten i en LORAN-puls er typisk 1 MW (én million watt).
Unøjagtigheden i LORAN-navigation er nominelt 1/4 sømil. Til sammenligning opgives GPS til 15 meter, altså ca. 30 gange mere nøjagtigt. En LORAN-kæde har under gunstige forhold en brugbar rækkevidde på over 5000 km.
Mange nationer, herunder USA, Japan og Rusland har LORAN stationer i drift. På Færøerne er der stadig en aktiv station i Eiði, mens stationen i Angissoq i Grønland blev nedlagt i 1994. Norge havde tre stationer på fastlandet samt en på Jan Mayen, de blev lukket 2016-19. Ísland havde en station i Hellissandur på Snæfellsnes (V-Ísland) med 400 m høj antenne; den blev lukket 1994. Brugen af LORAN er faldende, hovedsageligt på grund af den store stigning i brugen af GPS i den seneste tid, men har også haft en vigtig rolle som backup system, indtil svaghederne i satellitbaseret navigationssystem blev bedre forstået. 